# Piatra-Olt
Piatra-Olt és una ciutat del comtat d'Olt, a Oltènia Romania. La ciutat administra cinc pobles: Bistrița Nouă, Criva de Jos, Criva de Sus, Enoșești i Piatra. La ciutat és una important estació de ferrocarril i una intersecció per carretera. Es va convertir oficialment en una ciutat el 1989, com a resultat del programa de sistematització rural romanès.

## Història
Les relíquies més antigues de la ciutat són del Neolític, quan hi va haver un petit assentament. A l'Antiguitat, la població dàcica local va construir una fortalesa, Acidava. Els romans van conquerir la zona. Els romans van construir una carretera i van reconstruir la fortalesa d'Acidava. Les ruïnes de la fortalesa es poden veure encara avui. La zona encara estava habitada després de la retirada dels legi romans.
De l'edat mitjana provenen els primers documents escrits sobre els pobles que ara componen la ciutat.
- Bistrița Nouă és certificada per primera vegada el 1835. El nom prové del monestir de Bistrița. La terra on es troba el poble actual era propietat del monestir. El poble també es deia Fleștenoagele o Fleșcinogele.
- Criva, també coneguda com a Criva de Jos, va ser testificada el 26 de maig de 1630 com a propietat d'un jupan Gorgan biv vel spătar. Una part del poble és coneguda com a Criva de Sus des del 1940. Les ruïnes de la fortalesa Dacic, Acidava, es troben aquí.
- Enosești, també conegut com a Ienușești o Ienoșești, es va formar oficialment el 31 de març de 1864, com a comuna independent. Els primers avisos sobre el poble són del 1814. Aquí es troba la fortalesa romana, Acidava.
- Piatra és assenyalat per primera vegada el 14 d'abril de 1529, com el lloc on un marele ban Pârvu Craioves-cu va morir. El 15 de maig de 1592, Ștefan Surdu voievod, governant de Valàquia en aquell moment, va confirmar que Piatra i diversos pobles al seu voltant eren propietat de jupânița Neacsa si fiului ei Mihail (boyards locals). Part del poble apareix a través de la història com Piatra de Jos i Piatra de Sus.
- Alguns noms de pobles es van esmentar anteriorment, però actualment ja no s'utilitzen, com Flestenoaga (1941), Jegălia (segle XVII) i Matei Basarab (un nom oficial d'Enoșești).

El 1878, el ferrocarril Pitești - Vîrciorova estava operatiu i es va construir l'estació de ferrocarril Piatra Olt (coneguda en aquell moment com a Piatra). Aquest va ser el començament de la història moderna de la ciutat com a ciutat ferroviària. Més tard, es van construir altres ferrocarrils al llarg del riu Olt.
Piatra-Olt va ser declarada oficialment ciutat el 1989.

## Ubicació
La ciutat està situada a la part central-oriental de la plana de Valàquia, a la frontera oriental de la regió històrica d'Oltenia i a la part occidental del comtat d'Olt. Les ciutats properes a l'est són: Slatina (11 km) i Pitești (93 km); a l'oest: Balş (19 km) i Craiova (45 km); al nord: Drăgășani (31 km) i Râmnicu Vâlcea (86 km); i a sud Caracal (33 km) i Corabia (74 km). Tingueu en compte que es tracta de valors intermedis entre distàncies per carretera i ferrocarril.

## General
El poble principal, Piatra, es troba a prop de l'estació de tren i s'expandeix cap al sud-est. Es divideix en dues parts: la part oriental (anomenada Piatra Sat pels locals) i la part occidental, prop de l'estació, anomenada Gară (en anglès, 'station'). Enoșești es troba a l'est de Piatra, a la carretera nacional 64 i és el camí d'accés a Piatra. Criva es troba al sud-est de Piatra i té una petita estació de ferrocarril. Bistrița Nouă és al nord de Piatra, 2 km a peu i més de 7 km per carretera.

## Geografia
La ciutat es troba a l'extrem nord-est de la plana de Romanați. L'altitud mitjana és de 100 a 120 m. Tot i l'altitud relativament elevada i el gran nombre de valls i turons suaus, la zona és molt bona per a l'agricultura. La ciutat està situada prop del riu Olt, en una terrassa que la protegeix de les inundacions. Hi ha diverses preses al riu. Hi ha altres rius petits que de vegades s'assequen a l'estiu, com el Vaslui i l'Oltișor. Tots ells són afluents de l'Olt i es formen a prop de Piatra Olt.

## Clima
Com tota la zona sud de Romania, Piatra-Olt té un clima temperat. Normalment, els estius són calorosos i amb poques precipitacions, mentre que els hiverns tenen temperatures moderades, amb intensificació ocasional del vent. De vegades, la neu pot provocar bloqueigs a les carreteres i als ferrocarrils.

## Demografia
Segons el cens del 2002, el 90,6% dels habitants eren romanesos i el 9,4% gitanos. El 97,7% eren ortodoxos romanesos i l'1,6% adventistes del setè dia.
Hi ha conflictes ètnics entre els grups romanesos i gitanos. El 2007 es va requerir una intervenció forçada per calmar la població i evitar conflictes violents.

## Transport
La principal manera d'arribar a Piatra-Olt és en tren. Hi ha quatre vies fèrries que condueixen a Piatra-Olt:
- El ferrocarril 201 connecta Piatra-Olt amb Sibiu i Râmnicu Vâlcea (tingueu en compte que l'estació de tren s'anomena Rîmnicu-Vîlcea perquè les estacions de tren s'escriuen amb î i no amb â).[21]
- El ferrocarril 901 (part est) connecta Piatra-Olt amb Slatina, Pitești i Bucarest.
- El ferrocarril 901 (part occidental) continua el sector oriental des de Piatra-Olt fins a Craiova. Diversos trens passen de Bucarest a Craiova, mentre que d'altres tenen l'última estació a Piatra-Olt.
- El ferrocarril 910 connecta Piatra-Olt amb Caracal i Corabia. El sector entre Caracal i Corabia l'utilitza una empresa ferroviària privada.[22]

La ciutat és també una important intersecció per carretera. La intersecció es troba de fet a la comuna propera, Găneasa. La via d'accés a Piatra-Olt és la carretera comarcal DJ 677. Són 5 km (3,1 mi) de Piatra-Olt a Găneasa per carretera i 2 km (1,2 mi) en línia recta. Totes les carreteres nacionals estan asfaltades, mentre que la comarcal és una carretera de formigó, com altres carreteres més petites de la ciutat. Les carreteres segueixen gairebé el mateix camí que els ferrocarrils:
- La carretera nacional DN 64 connecta amb Găneasa sud amb Caracal i Corabia. Cap al nord, continua fins a Râmnicu Vâlcea.
- La carretera nacional DN 65, també coneguda com E 574 (carretera europea), connecta Găneasa a l'est amb Pitești i a l'oest amb Craiova.

## Economia
Les principals indústries estan relacionades amb el manteniment i el transport ferroviari. Hi ha 66 trens que viatgen cada dia per l'estació. No obstant això, l'agricultura està ben representada (agricultura a gran escala amb camps de cereals i blat de moro, pesca i pomicultura). Hi ha grans empreses del sector agrícola. La indústria es basa en tèxtils, productes metàl·lics i de formigó, la indústria alimentària i un molí de fusta. Moltes empreses tenen la seu a altres llocs, però desenvolupen negocis a Piatra Olt.

## Institucions
Les institucions es troben a prop de l'estació de tren. L'ajuntament es troba al carrer Florilor, no gaire lluny de la comissaria de policia. Tots els pobles, excepte Bistrița Nouă, tenen la seva pròpia església. També hi ha una església adventista. Hi ha escoles i un institut.

### Altres llocs
La ciutat té un estadi i un equip de futbol. Hi ha un parc amb una font musical. Hi ha un petit mercat i hi ha petites botigues que proporcionen productes per a la població local, incloses farmàcies humanes i veterinàries.

## Turisme
Hi ha molts atractius turístics a la ciutat. Les següents atraccions es poden visitar en poques hores, de manera que un viatger les pot veure mentre espera agafar un tren.
- Les ruïnes d'Acidava encara són visibles.[2] Es poden veure molts artefactes al museu local o al museu del comtat d'Olt a Slatina.[36]
- El museu local conté artefactes de la fortalesa d'Acidava i té una secció sobre la història del ferrocarril.[37] El museu no és lluny de l'estació de tren.
- La casa embruixada de Piatra Olt és una ruïna d'una antiga casa boyar, on la gent diu que hi ha fantasmes.[38]
- El complex ferroviari Piatra Olt inclou un gran nombre d'edificis, alineats al llarg del ferrocarril. El més impressionant i antic és el pati del tren.[39]

Hi ha altres atraccions turístiques que es poden veure a prop:
- El riu Olt, amb els seus grans llacs artificials, és un destí important per pescar[40] i un bell paisatge. També hi ha diversos llacs de pesca a la ciutat.[41]
- El monestir de Brâncoveni té 15 km cap al sud, amb accés tant per carretera com per ferrocarril.[42]
- Piatra Olt és la porta d'entrada a moltes destinacions turístiques, com Călimănești, un complex turístic al riu Olt.